# Vietnamesisk hængebugsvin
Vietnamesisk hængebugsvin (Sus scrofa vittatus) er en griserace af vildsvinet med oprindelse i området omkring Vietnam og Thailand i Asien. Racen er betydelig mindre end vestlige griseracer, men størrelsen varierer alligevel betragtelig. Et fuldvoksent dyr kan veje fra 25 kg til over 130 kg, og bliver i gennemsnit 15 år gamle.
Vietnamesisk hængebugsvin refereres ofte kun som hængebugsvin, selvom der også findes et kinesisk hængebugsvin. Dette er dog meget mere sjældent i Vesten, og bliver gerne en del større end de vietnamesiske varianter.